# سیارک ۲۱۴۹۹
سیارک ۲۱۴۹۹ (به انگلیسی: 21499 Perillat، نامگذاری:1998KS4) بیست و یک هزار و چهارصد و نود و نهمین سیارک کشف شده‌است که در ۲۲ مه ۱۹۹۸ کشف شد.
قدر مطلق سیارک برابر ۱۷.۰ است.